# 那須塩原市立鍋掛小学校
那須塩原市立鍋掛小学校（なすしおばらしりつ なべかけしょうがっこう）は、栃木県那須塩原市鍋掛にある公立小学校。

## 沿革
鍋掛小学校（旧）
- 1873年3月 - 鍋掛地区内の正観寺を借用し、日新館として創立。
- 1906年3月31日 - 高等科設置により鍋掛尋常高等小学校となる。
- 1941年4月1日 - 国民学校令により鍋掛村鍋掛国民学校と改称。
- 1947年4月1日 - 学制改革により鍋掛村立鍋掛小学校と改称。
- 1955年1月1日 - 町村合併により黒磯町立鍋掛小学校と改称。
- 1970年11月1日 - 市制施行により黒磯市立鍋掛小学校と改称。
- 2005年1月1日 - 市町村合併により那須塩原市立鍋掛小学校と改称。

鍋掛小学校（新）
- 2015年4月1日 - 鍋掛小学校（旧）と寺子小学校が統合し、那須塩原市立鍋掛小学校（新）として開校。
- 2017年3月3日 - 新体育館完成。

## 教育方針
- 教育目標
  - 自ら学ぶ子
  - 思いやりのある子
  - たくましい子

## 通学区域
通学区域は以下の通りである。
那須塩原市
- 豊岡
- 石田坂・赤沼
- 寺子
- 熊久保
- 越堀西

- 越堀
- 鍋掛
- 樋沢
- 野間
- 新堀

- 鍋掛原
- 長久保
- 鍋掛東町
- 望田
- 日新

## 交通
- 那須塩原市営バス（ゆーバス）黒磯線「鍋掛小学校入口」バス停より徒歩9分（約670m）